# Marcescenca
Marcescenca je pojav, pri katerem posušeni rastlinski listi listopadnih dreves jeseni ne odpadejo, temveč se na vejah obdržijo čez zimo in do pomladi. Značilna je za mlada drevesa hrastov, bukev in gabrov.
Jeseni, ko se dnevi krajšajo in je rastlinam na voljo čedalje manj sončne svetlobe, listopadna drevesa ustavljajo proces proizvajanja hrane (fotosintezo) in iz listov umaknejo fotosintetski pigment klorofil. Nastopijo jesenske rdeče in oranžne barve. Medtem se pri bazi listnega peclja odvije proces abscizije: tu se formira abscizijska plast celic, ločitveno tkivo, ki povzroči odpadanje listov.
Drevesa, ki obdržijo posušene liste, so marcescentna. O vzrokih marcescence obstaja več hipotez. Ker listi, ki odpadejo šele spomladi, drevesom zagotovijo pomemben vir hranil, naj bi bila marcescenca prilagoditev na manj rodovitna rastišča. Listi poleg tega zadržijo snežne padavine in spomladi drevesu priskrbijo več vlage. Marcescenca ima tudi zaščitno funkcijo: posušeni listi ščitijo mlade brste pred zmrzaljo, pa tudi pred divjadjo, ki se hrani z brsti.